# Mount Exley
Mount Exley ist ein 1980 m hoher Berg im Australischen Antarktis-Territorium. Er ragt in den Wallabies-Nunatakkern westlich der Churchill Mountains auf.
Das New Zealand Antarctic Place-Names Committee benannte ihn am 27. Februar 2003 nach Robert Ross Exley, einem Mitglied der Überwinterungsmannschaft auf der Hallett-Station im Jahr 1962, der dort als Techniker für geomagnetische Arbeiten tätig war.